# Liareinae
Liareinae is een onderfamilie van de slakkenfamilie Pupinidae. De Liareinae is klein en bevat een operculum. Tot op heden zijn deze schelpen enkel ontdekt op Nieuw-Zeeland.

## Geslachten
- Cytora Kobelt & Möllendorff, 1897
- Liarea L. Pfeiffer, 1853